# Station Birchgrove
Birchgrove is een spoorwegstation van National Rail in Cardiff in Wales. Het station is gebouwd in 1929 en is eigendom van Network Rail, het wordt beheerd door Transport for Wales. 